# Trash-talking
Il trash-talking (espressione in inglese composta da trash, 'spazzatura', e talking, 'parlare'), è una forma di comunicazione utilizzata in situazioni fortemente competitive, come gli eventi sportivi. In genere ha lo scopo di intimidire l'avversario o fargli perdere la calma, ma può anche avere anche uno spirito umoristico e giocoso; è spesso caratterizzato dall'uso di iperboli, linguaggio figurativo, giochi di parole e prese in giro.
Questa tecnica è stata usata in modo sistematico per la prima volta dalla leggenda della boxe Muhammad Ali; da allora è diventato comune, per gli sportivi di altissimo livello di ogni disciplina, impiegarla per infastidire o irritare gli avversari in modo da rovinarne il rendimento. A livelli dilettantistici è generalmente sconsigliato e malvisto, soprattutto nelle competizioni giovanili.

## Iltrash-talkingnella NBA
Il trash-talking trova la sua massima espressione nei campionati NBA, la più importante federazione di pallacanestro al mondo, dove ha le dimensioni di una vera e propria guerra psicologica, che alcuni giocatori attuano su vittime occasionali. I giocatori più esperti in questo versante sono dei veri e propri poeti dell'offesa e della presa in giro continue, spesso dirette a colpire gli affetti più cari degli avversari e che talvolta, data la gravità o la teatralità, raggiungono i limiti del fallo tecnico. Una possibile spiegazione di ciò si può ricercare nel fatto che molti cestisti statunitensi di alto livello si sono formati nei playground cittadini, in cui i ragazzi spesso danno luogo a vere e proprie sfide all'ultima offesa.
Molti dei più celebri giocatori della NBA sono noti per fare o aver fatto un uso massiccio di questa tecnica; esempi sono Michael Jordan, LeBron James, Kevin Garnett, Paul Pierce, Kobe Bryant e soprattutto Larry Bird, che nel corso della sua prestigiosa carriera con i Boston Celtics si è reso protagonista di episodi al limite dell'incredibile, ad esempio:
- durante la gara dei tiri da tre punti all'All Star Game del 1988, Bird apostrofò gli sfidanti dicendo «So, who's coming in second?» («Allora, chi arriverà secondo?»), per poi vincere la gara;
- durante una partita tra Boston e Philadelphia, in cui Bird segnò ben quarantadue punti e Julius Erving solo sei, il primo, ogni volta che mandava a segno un canestro, ricordò al secondo quanti punti avevano segnato entrambi. Bird fece innervosire così tanto Erving che il tutto sfociò in rissa e i due finirono entrambi espulsi.

Un altro famoso cestista noto per le sue provocazioni era Dennis Rodman, il quale, oltre ad adottare uno stile di gioco molto fisico, parlava molto in campo ed offendeva regolarmente le famiglie e le presunte capacità sessuali dei suoi avversari. Divennero famosi gli insulti con Karl Malone; per tale motivo i due finirono addirittura per incontrarsi in un incontro di wrestling pubblicizzato dalla WCW. Un linguaggio fuori dalle righe era usato anche da giocatori meno famosi ma ugualmente provocatori e molto importanti negli equilibri dello spogliatoio, ad esempio Danny Ainge, famoso per il suo offendere ed infastidire le sue "vittime" in un modo così brutale da renderle incapaci di concentrarsi per i tiri liberi.
Con l'avvento dei social network il trash-talking ha raggiunto livelli eccezionali, con pesanti provocazioni e derisioni prima, durante e dopo le partite, tanto che la NBA ha dovuto inserire nei suoi regolamenti alcuni punti dedicati ad arginare il fenomeno. Fox Sports ha addirittura stilato una classifica dei dieci migliori trash-talker della storia NBA:
1. Larry Bird
2. Michael Jordan
3. Reggie Miller
4. Gary Payton
5. Kevin Garnett
6. Shaquille O'Neal
7. Charles Barkley
8. Phil Jackson
9. Rasheed Wallace
10. Nate Robinson

## In altri sport
Tra i trash-talker più noti in altri sport si possono citare i lottatori di arti marziali miste Chael Sonnen, Conor McGregor, Tito Ortiz e i fratelli Nick e Nate Diaz, i pugili Floyd Mayweather Jr., Tyson Fury, Muhammad Ali, il giocatore di football americano Richard Sherman ed il calciatore Emiliano Martínez.